# Torgowiszcze
Torgowiszcze (ros. Торговище) – wieś (sieło) w Rosji, w Kraju Permskim, w rejonie suksuńskim. W 2010 liczyła 401 mieszkańców.